# Osmar Bravo
Osmar Bravo Amador (Nueva Guinea, Zelaya, 1 de noviembre de 1984) es un boxeador amateur de Nicaragua, que se ha clasificado para los Juegos Olímpicos de Londres 2012 en el peso mediopesado (81 kg).
Osmar era un semifinalista del peso semipesado en el 2012 Americana de Boxeo Torneo Preolímpico de Clasificación Olímpica de Boxeo y este acabado le valió su nacimiento Olímpicos. Osmar se convirtió en el primer boxeador de calificar para los Juegos Olímpicos de Nicaragua desde los Juegos Olímpicos de Verano de 1992.
Osmar fue medallista de plata en los Juegos Centroamericanos.